# 대부 2
《대부 2》(영어: The Godfather Part 2)는 프랜시스 포드 코폴라 감독이 1974년에 만든 영화로 대부의 속편이다. 대부 (소설)의 후속작 집필을 거부하는 마리오 푸조를 설득하여 제작한 이 영화는 알 파치노, 로버트 드니로 등이 출연하였으며 가족을 지키기 위해 끊임없이 냉혹해지고 잔인해져야 했던 두 아버지 상을 대조시키며 마피아 세계의 배신과 사랑을 그려내어 전편 못지 않은 흥행에 성공하였다.

## 줄거리

### 비토의 이야기
비토 코를레오네는 1892년 이탈리아 시칠리아 코를레오네 마을에서 출생하였으며 본명은 비토 안돌리니이다. 1901년 아버지가 지역 마피아와의 분쟁으로 피살되고 이어서 형과 어머니마저 살해되자 비토는 친척들의 도움으로 시칠리아를 탈출하여 미국 뉴욕으로 건너간다.
미국으로 건너간 비토는 성을 안돌리니에서 고향 이름인 코를레오네로 개명하고 아반단도네 제과점에서 일하게 된다. 그리하여 미국에 정착한 비토는 18세에 결혼하여 슬하에 산티노 코를레오네, 프레도 코를레오네, 마이클 코를레오네, 코니 코를레오네 등의 자녀를 둔다. 이후 지역 마피아 단원인 파누치로 인해 실업하자 클레멘자를 만나 범죄의 길에 빠지게 된 비토는 가족의 생계를 위해 클레멘자, 테시오 등과 함께 도둑 활동을 벌이며 수입을 얻는다. 그러다가 평소 지역 상인들을 갈취하던 갱스터 파누치가 그들에게까지 상납을 요구하자 그를 살해함으로써 동료들과 주민들의 존경을 얻는다.
그 뒤 주민들에게 협력과 도움을 내밀어 '약자들의 아버지'로 거듭난 비토는 아반단도, 클레멘자, 테시오 등과 함께 젠코 푸라 올리브 오일 회사를 창립, 올리브 사업에 뛰어들어 경제적 기반을 다지는 데 성공한다. 이에 충분한 세력을 갖춘 비토는 동료들을 이끌고 시칠리아로 건너가 가족의 원수를 갚음으로서 진정한 대부로 등극한다.

### 마이클의 이야기
뉴욕을 제패한 마이클은 세력 확장을 이유로 조직의 근거지를 네바다로 이전한다. 그 가운데 아들의 성만찬(Eucharist)기념 잔치 직후 자택에서 암살 기도를 받은 마이클은 암살 기도의 배후를 추적, 그 배후가 자신의 동업자이자 유태인 갱단 수괴인 하이먼 로스의 소행임을 밝혀내고 하이먼 로스와의 투쟁에 돌입한다. 그러나 마이클은, 하이먼 로스의 음모로 로사토 형제의 습격을 받고 그 배후를 마이클이라 여기게 된 펜탄젤리에 의해 마피아 청문회에 휘말리게 되기도 하며, 자신의 둘째 형 프레도 코를레오네가 하이먼 로스의 술수로 자신을 배반했음을 알게 된다.
이러한 과정들 속에서 아내 케이 애덤스는 마이클의 실체를 알게 되고, 임신한 아이가 아버지 마이클처럼 마피아 수괴가 되는 일이 없도록 낙태하고 마이클과 결별한다.
그 이후 마이클은 펜탄젤리에게 가족의 신변을 앞세워 위협을 가함으로써 그를 자살하게 만드는 독함을 보이고, 나아가 하이먼 로스를 격파함으로써 그를 암살하는 데 성공한다. 그리고 끝으로 자신을 배반한 형을 용서해주는 척 하면서,나중에 부하를 시켜 익사로 위장하여 사살한다. 이로써 마이클은 자신의 왕국을 굳건히 사수하지만 홀로 남게 되어, 사회적 약자들을 지켜주면서 진정한 대부로 거듭났던 아버지와 대조되는 모습을 보인다.

## 비화
대부2의 마이클 파트의 펜탄젤리는 본래 클레멘자의 역할로 예정되어 있었다. 그러나 클레멘자역의 리처드 S. 카텔라노가 개런티 분쟁으로 제작에 불참하게 되면서 클레멘자는 심장마비로 사망처리되었고, 기존의 클레멘자 역할을 펜탄젤리라는 신생 인물에게로 전담하게 되었다.

## 등장인물

### 비토의 이야기
- 비토 코를레오네 – 뉴욕 마피아 조직 코를레오네 패밀리의 대부
- 피터 클레멘자 – 비토 코를레오네의 친구
- 살바토레 테시오 – 클레멘자의 친구
- 파누치 – '검은 손' 조직 단원
- 돈 치치 – 시칠리아 코를레오네 마을의 마피아 보스

### 마이클의 이야기
- 마이클 코를레오네 – 비토 코를레오네의 막내, 코를레오네 패밀리의 2대 대부
- 프레도 코를레오네 – 비토 코를레오네의 차남, 마이클의 형
- 케이 애덤스 – 마이클 코를레오네의 두 번째 아내
- 톰 헤이건 – 비토 코를레오네의 양자이자 조직의 고문관
- 프랭키 펜탄젤리 – 클레멘자의 후계자
- 하이먼 로스 – 마이클의 동업자
- 조니 올라 – 하이먼 로스의 부하

## 배역
- 알 파치노 - 마이클 코를레오네
- 로버트 드니로 - 청/장년 비토 코를레오네
- 로버트 듀발 - 톰 헤이건
- 존 카제일 - 프레도 코를레오네
- 탈리아 샤이어 - 코니 코를레오네
- 다이앤 키튼 - 케이 애덤스
- 제임스 칸 - 소니 코를레오네
- 마이클 V. 가조 - 프랭키 펜탄젤리
- 리 스트래즈버그 - 하이먼 로스
- 브루노 커비 - 청년 피터 클레멘자
- 존 아프레 - 청년 살바토레 테시오
- 개스톤 모스친 - 파누치

## 한국판 성우진

### MBC (1990년 10월 23일)
- 배한성 - 마이클 코를레오네(알 파치노)
- 김용식 - 톰 헤이건(로버트 듀발)
- 김진숙 - 케이(다이앤 키턴)
- 김관철 - 비토 코를레오네(로버트 드 니로)
- 박기량 - 프레도(존 카제일)
- 정희선 - 코니(탈리아 샤이어)

### KBS (2000년 3월 19일)
- 배한성 - 마이클 코를레오네(알 파치노)
- 장광 - 톰 헤이건(로버트 듀발)
- 안경진 - 케이(다이앤 키턴)
- 양지운 - 비토 코를레오네(로버트 드니로)
- 김익태 - 프레도 코를레오네(존 카제일)
- 배정미 - 코니 코를레오네(탈리아 샤이어)
- 최흘 - 로스(리 스트래즈버그)
- 황원 - 프랭크(마이클 V. 가조)
- 김정경 - 돈 파누치(개스톤 모스친) / 돈 치치(쥬세페 실라토)
- 김규식 - 기어리(G.D. 스프라들린)
- 이근욱 - 제과점 주인(피터 라코트)
- 김정호 - 쟈니(도미닉 키어네세) / 테시오(존 아프레)
- 정옥주 - 앤서니(제임스 고우나리스)
- 유동현 - 카민 로사토(카민 카리디) / 코니의 남친(트로이 도나휴)
- 문관일 - 토니 로사토(대니 아이엘로)
- 이재용 - 클레멘자(브루노 커비)
- 박규웅 - 바텐더(닉 디쉔자)
- 조진숙 - 프레도의 내연녀(마리아나 힐)
- 박기량 - 소니 코를레오네(제임스 칸)
- 이종구 - 테시오(아베 비고다)
- 김일 - 카를로(지아니 루소)

### SBS (2004년 9월 19일)
- 박지훈 - 마이클 코를레오네(알 파치노)
- 김정호 - 톰 헤이건(로버트 듀발)
- 윤소라 - 케이(다이앤 키턴)
- 양지운 - 비토 코를레오네(로버트 드니로)
- 김익태 - 프레도(존 카제일)
- 김옥경 - 코니(탈리아 샤이어)
- 김태연 - 하이먼 로스(리 스트래즈버그)
- 조동희 - 프랭크(마이클 V. 가조)
- 이종혁 - 기어리(G.D. 스프래들린)
- 문영래 - 파누치(개스톤 모스친)
- 윤병화
- 황윤걸
- 홍승섭
- 정소영
- 정남
- 위훈

## 수상과 명예
- 1975년 아카데미 시상식
  - 작품상
  - 감독상 - 프랜시스 포드 코폴라
  - 남우조연상 - 로버트 드니로
  - 각색상 - 마리오 푸조, 프랜시스 포드 코폴라
  - 음악상 - 니노 로타
  - 미술상 - 프랜시스 포드 코폴라, 그레이 프레드릭슨, 프레드 루스

- AFI 선정 100대 영화
- AFI 선정 10대 범죄영화(3위)

## 같이 보기
- 대부 (영화)
- 대부 3
- 대부 (소설)